# Tre högars marknad
Tre högars marknad var en årlig marknad i det medeltida Lund.
Vid medeltidens slut och långt senare hade Lund två årsmarknader. Den ena inföll den 10 augusti och var domkyrkans skyddshelgon Laurentius festdag. Den andra marknaden, Tre högars marknad, hölls på våren. År 1504 angavs marknadstiden för denna till "näst efter påska" och 1516 till måndagen näst efter Kristi himmelsfärdsdag. 

## Sammankoppling med Uppåkra
Marknaden sägs ha existerat redan långt före Lunds tillkomst. Det finns i så fall två tänkbara platser där Tre högars marknad kan ha hållits tidigare, utifrån det namn marknaden hade. Den första är vid några högar från bronsåldern några kilometer öster om lund, och det andra är Uppåkra. På platsen vid Uppåkra kyrka finns i dag två gravhögar från bronsåldern, Storehög och Lillehög, men det har funnits ytterligare en på nuvarande Uppåkra kyrkas kyrkogård. Kanske kan platsen genom dessa högar knytas samman med Tre högars marknad.
Herman Chytræus berättade 1599 i sin Monumenta Scanensia om ett hedniskt kultställe, bestående av en ljuvlig lund med många klara källor som fordom skulle ha funnits i trakten av tre högar öster om staden. Dit strömmade folket samman för att dyrka de tre gudarna Tor, Oden och Frigg, vilka stod som bilder på högarna. Denna framställning är dock inte att räkna som trovärdig. Det finns även en berättelse av Mogens Madsen, som på 1580-talet beskrev en stor handelsplats dit även engelsmän färdats.
När Lund grundlades fick staden sin egen marknad. Det kan ha varit den äldre marknaden som flyttats in till staden men fått behålla sitt tidigare namn.